# Love in a Mist
Albums de Marianne Faithfull
Faithfull Forever
(1966) Dreamin' My Dreams
(1976)
Love in a Mist est le cinquième album studio de la chanteuse britannique Marianne Faithfull, paru chez Decca en 1967. C'est son dernier album avant son retour en 1976 avec Dreamin' My Dreams.
Le titre, Love in a Mist, reprend un des surnoms anglais d'une fleur, la nigelle.

## Liste des titres
1. Yesterday (John Lennon, Paul McCartney)
2. You Can't Go Where the Roses Go (Jackie DeShannon)
3. Our Love Has Gone (Chris Andrews)
4. Don't Make Promises (Tim Hardin)
5. In the Night Time (Donovan)
6. This Little Bird (John D. Loudermilk)
7. Ne Me Quitte Pas (Jacques Demy, Michel Legrand)
8. Counting (Bob Lind) (UK version only)
9. Reason to Believe (Tim Hardin)
10. Coquillages (Marcel Stellman)
11. With You in Mind (Jackie DeShannon)
12. Young Girl Blues (Donovan)
13. Good Guy (Donovan)
14. I Have a Love (Stephen Sondheim, Leonard Bernstein)
15. Hang On to a Dream (Tim Hardin) (bonus sur la réédition du CD)
16. Rosie, Rosie (Ray Davies) (bonus sur la réédition du CD)
17. Monday, Monday (John Phillips) (bonus sur la réédition du CD)